# Cocido montañés
El cocido montañés es un plato de cuchara típico de la cocina cántabra, en España. Es un guiso de interior cuyos componentes esenciales son la alubia blanca y la berza (por lo general de la variedad asa de cántaro) a las que se añade el compango compuesto de chorizo, costilla, morcilla y tocino procedentes del matacíu del chon.
A diferencia de otros tipos de cocidos típicos de España como el madrileño, el maragato, el pasiego o el lebaniego, el montañés no lleva garbanzos como elemento principal del plato y además, al contrario que en otros cocidos, se comen todos los ingredientes a la vez, sin separar la sopa del resto.

## Características
Es un plato fuerte, con gran aporte calórico, por lo que a menudo se consume como plato único y más frecuentemente en los meses de invierno. 
Se cree que surgió en el siglo XVII y se preparaba para combatir los rigores del clima invernal húmedo y frío de La Montaña. Actualmente dentro de la comunidad autónoma tiene fama y destaca en su preparación el valle de Cabuérniga, siendo la zona del cocido montañés por excelencia, a pesar de que éste se puede consumir en cualquier parte de Cantabria.

## Denominación
El origen de la denominación cocido montañés es antiguo y se encuentra documentado en la prensa desde principios del siglo XX:.

La astrosa caravana, desde los tiempos de oro, cae sobre Ampuero los sábados en busca de pan. Viene de Laredo, de Castro, de Santoña, de Colindres andando, andando, sin rendirse a la cansera, sin otro pensamiento que llegar cuanto antes para coger el regalo de una escudilla de sopa o un plato de sabroso cocido montañés.
Ezquiel Cuevas. El Pueblo cántabro. 1916.

Algunas fuentes recientes han atribuido erróneamente el origen de su nombre a una campaña de promoción turística realizada por la Delegación de Información y Turismo en 1966.